# Armactica andreusi
Armactica andreusi är en fjärilsart som beskrevs av George Francis Hampson 1912. Armactica andreusi ingår i släktet Armactica och familjen trågspinnare. Inga underarter finns listade i Catalogue of Life.